# 雷公藤内酯酮
雷公藤内酯酮（英語：Triptonide），又名雷藤酮、雷公藤羰内酯等，是雷公藤中发现的一种化合物。雷公藤是一种用于传统中药的植物。2021年的一项针对小鼠和猴子的试验表明，雷公藤内酯酮可能是一种可逆的、口服非激素的男性避孕药，停药后数周即可恢复，且未发现明显的系统毒性副作用。